# Global Television Network
Global Television Network eller Global, er et canadisk engelsksproget jordbaseret tv-netværk. Det er i øjeblikket Canadas næstmest sete private jordbaserede tv-netværk efter CTV og har femten ejede og betjente stationer over hele landet. Global ejes af Corus Entertainment — mediebeholdningen af JR Shaw og andre familiemedlemmer.
Global har sin oprindelse i en regional tv-station med samme navn, der betjener det sydlige Ontario, der blev lanceret i 1974. Ontario-stationen blev snart købt af den nu nedlagte CanWest Global Communications, og det firma udvidede gradvist sin nationale rækkevidde i de efterfølgende årtier gennem både opkøb og lanceringer af nye stationer, opbygning af et kvasi-netværk af uafhængige stationer, kendt som CanWest Global System, indtil stationerne blev samlet under Ontario-stationens branding i 1997.